# William Franklin Wight
William Franklin Wight (* 8. Juni 1874 in Allegan, Michigan; † 2. Februar 1954 in Südkalifornien) war ein US-amerikanischer Botaniker. Sein botanisches Autorenkürzel lautet „W.Wight“; früher war auch das Kürzel „W.F.Wight“ in Gebrauch.
Wight studierte am Michigan State College und erreichte seinen Master an der kalifornischen Stanford University im Jahr 1900. Danach arbeitete er einige Jahre für das Landwirtschaftsministerium der Vereinigten Staaten, von dem er 1928 promoviert wurde. Er war von 1926 bis 1941 Lecturer in Stanford. Wight führte an der Universität eine Reihe von botanischen Feldexperimenten durch, er betreute eine Versuchspflanzung zur Obstbaumzucht, die von der Universität gemeinsam mit dem Landwirtschaftsministerium betrieben wurde. Einige der hier gezüchteten Aprikosen- und Pfirsichsorten fanden auch kommerziell Verwendung. Die Pflanzung wurde 1941, mit Wights Ausscheiden, aufgegeben.

## Werke
- The varieties of plums derived from native American species. In: Bulletin of the U.S. Department of Agriculture. Band 172, 1915.
- The Genus Eritrichum in North America. In: Bull. Torrey Bot. Club. Band 29, Nr. 6, 1902, S. 407–414.
- Native American species of Prunus. 1915.